# Banco Nacional da Bulgária
O Banco Nacional da Bulgária (em búlgaro: Българска народна банка; romaniz.: Balgarska narodna banka) é o banco central da República da Bulgária com sede em Sófia. Foi fundado em 25 de janeiro de 1879.
É uma instituição independente responsável pela emissão de todas as notas e moedas do país, supervisionando e regulamentando o setor bancário e mantendo as reservas de moeda do governo. O BNB também é o único proprietário da Casa da Moeda Búlgara. O governador é Dimitar Radev. O banco tem um papel fundamental na economia búlgara. Desde 1 de janeiro de 2007, o banco é membro do sistema europeu de bancos centrais. O governador do BNB é membro da Assembleia Geral do banco central europeu.

## Sede
A sede do Banco Nacional da Bulgária em Sófia está localizada na central Praça Battenberg. O edifício atual foi encomendado aos notáveis arquitetos Ivan Vasilyov e Dimitar Tsolov e construído entre 1934 e 1939 no estilo neoclássico estrito e não decorativo da época. Ele se espalha por uma área de 3.700 metros quadrados e possui quatro andares acima do solo e três subterrâneos. A decoração interior é obra de Ivan Penkov e Dechko Uzunov.

## História
Em 25 de janeiro de 1879, o comissário imperial russo na Bulgária, Knyaz Alexander Dondukov-Korsakov, aprovou a Carta do Banco Nacional da Bulgária. Em 4 de abril de 1879, o primeiro governador do BNB foi nomeado, em 23 de maio o Banco foi oficialmente aberto e em 6 de junho realizou sua primeira operação bancária. A Lei sobre o direito de cunhar moedas no Principado foi aprovada em 1880 e instituiu a moeda nacional búlgara - o Lev.
No ano seguinte, a Bulgária cunhou suas primeiras moedas de 2, 5 e 10 stotinki. Inicialmente, o BNB era um Banco central estatal, sujeito à supervisão do Ministro das Finanças, que atendia o orçamento do estado e as atividades de caixa do governo e realizava transações bancárias típicas de um banco comercial, sem ter o direito de imprimir ou colocar em circulação notas. A Lei sobre a fundação do BNB e a nova Carta, ambas aprovadas em 1885, reorganizaram o Banco, ampliando sua autonomia e capacitando-o para imprimir notas. Mais tarde, no mesmo ano, o Banco emitiu as primeiras notas búlgaras. Com o início da guerra dos Balcãs (1912), o BNB ganhou muita experiência como banco de questões e fortaleceu sua independência. Além de ser o principal centro de empréstimos na Bulgária, tornou-se o regulador do sistema monetário, limpando a circulação de moedas estrangeiras e enfrentando a grave crise monetária na Bulgária no final do século XIX e as consequências da crise monetária europeia no país. os primeiros anos do século XX. Durante as guerras (1912–1918), o BNB foi forçado a emprestar quase ilimitadamente ao governo e aumentar a emissão de notas e a quantidade de notas em circulação.
O lev búlgaro saiu das guerras fortemente depreciado e, durante a década seguinte, o Banco fez esforços para restaurar seu valor. Como resultado, em 1928, com o apoio do Comitê Financeiro da Liga das Nações, a Bulgária recebeu um grande empréstimo (chamado 'Empréstimo de Estabilização') destinado a estabilizar o Lev; reforçar o capital social do BNB; e liquidar a dívida do governo com o Banco.
Duas novas leis foram aprovadas com o mesmo objetivo - a Lei do BNB, que fez as mudanças institucionais mais profundas no Banco (tornou-se um verdadeiro banco central de emissão livre de atividades atípicas desse tipo de banco), e a Lei na estabilização do Lev e na cunhagem de moedas, que estabeleceu um padrão-ouro na Bulgária, segundo o qual 92 Leva equivalia a 1 grama de ouro puro. Todas essas etapas apoiaram os negócios do Banco durante os anos da Grande Depressão (1929–1933).
Desde meados da década de 1930 até a Bulgária entrar na Segunda Guerra Mundial, em 1941, o BNB passou por um renascimento. Naquela época, foi construído o prédio do Banco, que o abriga até os dias atuais. Durante a Segunda Guerra Mundial, o BNB foi novamente obrigado a emprestar ao governo e lidar com a depreciação do Lev.
A Lei dos Bancos de 1947 realizou uma reforma drástica: os bancos privados foram nacionalizados e o sistema bancário foi transformado no modelo soviético e, portanto, operado até o final dos anos 80. O BNB foi encarregado de fornecer todos os serviços financeiros à recém-criada economia planejada, supercentralizada. O Banco também foi obrigado a emprestar diretamente ao Governo e à economia, estando diretamente subordinado ao Conselho de Ministros e ao Ministro das Finanças.
Em 1952, a Casa da Moeda Búlgara foi criada e começou a cunhar a circulação e as moedas comemorativas. O retorno do sistema bancário búlgaro aos princípios da economia de mercado e do BNB aos princípios do banco central independente só foi possível em 1991, quando duas leis básicas entraram em vigor - a Lei do Comércio, que trouxe de volta os fundamentos legais da banca comercial, e a nova Lei do BNB, que restabeleceu a autonomia do Banco e lhe atribuiu a responsabilidade de supervisionar os bancos.
Em 1997, outra lei do BNB substituiu a anterior; reorganizou o sistema monetário e, a partir de 1º de julho, foi estabelecido um acordo de quadro de câmbio. No início, o lev búlgaro estava atrelado ao marco alemão e, de 1999 - ao euro, à taxa de 1.95583 Leva por 1 euro. Mais tarde no mesmo ano, o lev búlgaro foi renomeado. Em 1998, o BNB Printing Works foi aberto para negócios e iniciou a produção de notas e títulos com um nível muito alto de segurança.
Em 2005, foram feitas emendas à Lei do BNB, que garantiu a independência institucional, funcional, financeira e pessoal do BNB, mudou o objetivo principal do Banco e proibiu expressamente o banco central de financiar instituições públicas. Em 1 de janeiro de 2007, a Bulgária ingressou na União Europeia e, desde então, o BNB é membro do Sistema Europeu de Bancos Centrais.

## Estrutura
O banco possui três departamentos:
- Departamento de Emissão: o responsável por manter a cobertura cambial total do valor total dos passivos monetários é responsável pela emissão da moeda nacional;
- Departamento Bancário: em caso de risco do sistema, esse departamento executa o emprestador da função de último recurso. Este departamento desempenha a função de um conselho monetário, introduzido na Bulgária, desde 1997.
- Departamento de Supervisão: realiza a supervisão do sistema bancário.